# Schmiedham

Schmiedham 1

Schmiedham ist ein Gemeindeteil der Stadt Dorfen im oberbayerischen Landkreis Erding.

## Lage
Die Einöde Schmiedham liegt am Ursprung eines namenlosen Bächleins, dessen Wasser durch drei Weiher und den Seebach zur Isen fließt, in der Luftlinie einen Kilometer südlich von Landersdorf und 4,5 Kilometer nordwestlich von Dorfen.

## Bevölkerungsentwicklung
Um 1871 gab es in Schmiedham 15 Einwohner. Im Mai 1987 lebten dort sieben Einwohner in zwei Wohngebäuden.
| Jahr      | 1871 | 1925 | 1950 | 1970 | 1987 |
| Einwohner | 15   | 22   | 16   | 12   | 7    |